# Szapáry László (politikus)
Szapári, muraszombathi és széchyszigeti gróf Szapáry László János Alajos Antal Mária (Perkáta, 1864. május 16. – Bécs, 1939. október 12.) politikus, diplomata, nagykövet, fiumei kormányzó.

## Élete
A főnemesi szapári, muraszombathi és széchiszigeti gróf Szapáry család sarja. Apja, gróf Szapáry Géza (1828-1898), Zala vármegye főispánja, Fiume kormányzója, anyja gróf radványi Győry Mária (1840-1908) volt. Apai nagyszülei gróf Szapáry Antal (1802-1883), és gróf buzini Keglevich Auguszta (1808-1879) voltak. Anyai nagyszülei gróf radványi Győry László (1807-1882) és gróf Maria Agnes von Lichnowsky (1815-1845) voltak. Fivére, Szapáry Pál (1873-1917), fiumei kormányzó volt.
Tanulmányai végeztével Londonban követségi attasé lett. 1892-ben hazatért. Hazatérésének évében, majd 1896-ban ismét szabadelvű párti országgyűlési képviselő. Egy rövid időre az ellenzékbe vonult, mert pártja egyházpolitikai javaslatait nagyon liberálisnak találta. 1896-tól Fiume város és környékének kormányzója, majd 1903-ban a Dienes Márton-féle vesztegetési botrány miatt posztjáról lemondott. A Tanácsköztársaság bukása után visszatért a politikai életbe. Ekkor 1922-től 1924-ig nagy-britanniai magyar követ.
Muraszombati kötődése révén 1918-ban támogatta a szlovén autonómiáját, így a Szlovenszka krajina létrehozását is. 1919-ben Tkálecz Vilmos és a Vendvidéki Köztársaság mellett foglalt állást, abban hiszemben, hogy a köztársaság egy bolsevik-ellenes bázis. Tkálecz számára megnyerte az alsólendvai magyar egységeket, akik harcoltak a köztársaságért a vörösök ellen.